# Kim Sun-a
Kim Sun-a (Daegu, 1º ottobre 1975) è un'attrice sudcoreana.

## Biografia
Nata a Daegu nel 1975, si trasferì da adolescente in Giappone con la famiglia. Ritornata in Corea, debutta sulle scene nel 1997 e recita in numerose commedie, tra cui Happy Ero Christmas (2003), Widaehan yusan (2003), S Diary (2004) e Jambokgeunmu (2005). Nel 2017 prende parte al drama Pum-wi-inneun geunyeo, mentre nel 2019 a Secret Boutique.